# Jacob Mellis
Jacob Alexander Mellis (Nottingham, Nottinghamshire, Inglaterra; 8 de enero de 1991) es un futbolista inglés. Juega como centrocampista.

## Trayectoria

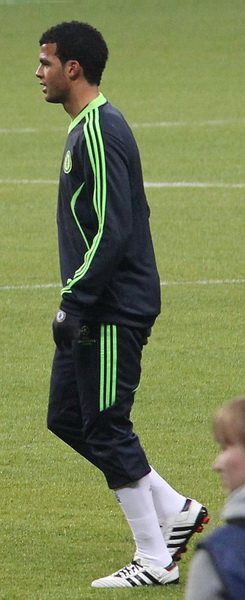
Mellis entrenando.

Jacob se formó en las juveniles del Sheffield United, antes de unirse a la Academia del Chelsea Football Club en junio de 2007.
Jacob formó parte del equipo juvenil del Chelsea que alcanzó la final de la FA Youth Cup en 2008, pero fue relegado a la banca los 90 minutos del partido de vuelta, perdiendo el Chelsea por 4-2 en el marcador global ante el Manchester City. En la temporada 2008-09, Jacob se convirtió en titular indiscutible del equipo de reservas, disputando 13 partidos y anotando 3 goles.
El 14 de agosto de 2009, Jacob fue cedido en préstamo al Southampton FC hasta enero de 2010, haciendo su debut al día siguiente, al haber entrado como sustituto en la derrota de su equipo por 3-1 ante el Huddersfield Town. Jacob logró disputar 15 partidos con el Southampton antes de regresar al Chelsea.
En septiembre de 2010, Jacob fue inscrito en la Lista B de la plantilla que disputó la Liga de Campeones, utilizando el dorsal #52. Jacob fue llamado a la derrota del Chelsea por 4-3 ante el Newcastle United en la Football League Cup el 22 de septiembre de 2010, aunque permaneció en la banca durante todo el encuentro. También fue llamado al empate a 0-0 entre el Chelsea y el Aston Villa en la Premier League el 16 de octubre de 2010, aunque tampoco logró hacer su debut. Tres días después, Jacob fue sustituto en la victoria por 2-0 sobre el Spartak de Moscú en ka Liga de Campeones el 19 de octubre de 2010. Su debut en la competición sería en la victoria por 2-0 sobre el MŠK Žilina el 23 de noviembre de 2010, al haber entrado de cambio al minuto 91 por Josh McEachran.
El 27 de enero de 2011, Jacob firmó una renovación de contrato con el Chelsea, que lo mantendría en el club hasta el 2013. Sin embargo, tras un incidente, en donde Mellis, en un entrenamiento, tras fabricar una bomba de humo, la tiró sobre el vestuario del equipo londinense en horas de entrenamiento, lo que causó pánico entre los que rondaban las instalaciones del lugar, lo que llevó incluso a llamar a los bomberos. Román Abramóvich, propietario del club, no dudó en despedirlo. El 31 de enero de 2012, a pesar de lo sucedido, el Barnsley FC de la Football League Championship no tuvo problemas en integrarlo a su plantilla hasta el final de la temporada 2010-11. Su debut con el Barnsley fue al día siguiente en la victoria por 2-0 sobre el Preston North End, en donde fue sustituido al minuto 80 por Jacob Butterfield. Su primer gol con el Barnsley fue en el siguiente encuentro ante el Leicester City, aunque su equipo fue derrotado por 4-1. Su segundo gol fue en el siguiente partido ante el Ipswich Town, cuando anotó al minuto 93 el gol que le dio el empate a su equipo por 1-1. En total, Jacob disputó 15 partidos y anotó 2 goles durante su préstamo con el Barnsley.

## Selección nacional
Jacob ha sido internacional con la selección de Inglaterra Sub-16, Sub-17, Sub-19 y Sub-21.

## Clubes
| Club                       | País       | Año       |
| -------------------------- | ---------- | --------- |
| Chelsea FC                 | Inglaterra | 2009-2012 |
| Southampton FC (préstamo)  | Inglaterra | 2009-2010 |
| Barnsley FC (préstamo)     | Inglaterra | 2011      |
| Barnsley FC                | Inglaterra | 2012-2014 |
| Blackpool FC               | Inglaterra | 2014-2015 |
| Oldham Athletic (préstamo) | Inglaterra | 2015      |
| Bury FC                    | Inglaterra | 2015-2017 |
| Mansfield Town             | Inglaterra | 2017-2020 |
| Bolton Wanderers           | Inglaterra | 2020      |
| Gillingham                 | Inglaterra | 2020-2021 |
| Southend United            | Inglaterra | 2021-2022 |
| Leatherhead FC             | Inglaterra | 2022      |

## Estadísticas

### Clubes
Actualizado al último partido disputado el 1 de enero de 2019.
| Chelsea Inglaterra | 1.ª           | 2009-10       | 0   | 0  | 0  | 0 | 0 | 0 | 0 | 0 | 0   | 0  |
| Chelsea Inglaterra | 1.ª           | 2010-11       | 0   | 0  | 0  | 0 | 1 | 0 | 0 | 0 | 1   | 0  |
| Chelsea Inglaterra | 1.ª           | 2011-12       | 0   | 0  | 0  | 0 | 0 | 0 | 0 | 0 | 0   | 0  |
| Chelsea Inglaterra | Total club    | Total club    | 0   | 0  | 0  | 0 | 1 | 0 | 0 | 0 | 1   | 0  |
| Southampton (cesión) Inglaterra | 3.ª           | 2009-10       | 12  | 0  | 1  | 0 | - | - | 3 | 0 | 15  | 0  |
| Southampton (cesión) Inglaterra | Total club    | Total club    | 12  | 0  | 1  | 0 | - | - | 3 | 0 | 15  | 0  |
| Barnsley (cesión) Inglaterra | 2.ª           | 2010-11       | 15  | 2  | 0  | 0 | - | - | 0 | 0 | 15  | 2  |
| Barnsley Inglaterra | 2.ª           | 2012-13       | 36  | 6  | 5  | 0 | - | - | 0 | 0 | 41  | 6  |
| Barnsley Inglaterra | 2.ª           | 2013-14       | 30  | 2  | 3  | 0 | - | - | 0 | 0 | 33  | 2  |
| Barnsley Inglaterra | Total club    | Total club    | 81  | 10 | 8  | 0 | - | - | 0 | 0 | 89  | 10 |
| Blackpool Inglaterra | 2.ª           | 2014-15       | 13  | 0  | 0  | 0 | - | - | 0 | 0 | 13  | 0  |
| Blackpool Inglaterra | Total club    | Total club    | 13  | 0  | 0  | 0 | - | - | 0 | 0 | 13  | 0  |
| Oldham Athletic (cesión) Inglaterra | 3.ª           | 2014-15       | 7   | 0  | 0  | 0 | - | - | 0 | 0 | 7   | 0  |
| Oldham Athletic (cesión) Inglaterra | Total club    | Total club    | 7   | 0  | 0  | 0 | - | - | 0 | 0 | 7   | 0  |
| Bury Inglaterra | 3.ª           | 2015-16       | 23  | 0  | 4  | 0 | - | - | 1 | 0 | 28  | 0  |
| Bury Inglaterra | 3.ª           | 2016-17       | 35  | 3  | 3  | 0 | - | - | 3 | 0 | 41  | 3  |
| Bury Inglaterra | Total club    | Total club    | 58  | 3  | 7  | 0 | - | - | 4 | 0 | 71  | 3  |
| Mansfield Town Inglaterra | 4.ª           | 2017-18       | 31  | 1  | 4  | 0 | - | - | 0 | 0 | 35  | 1  |
| Mansfield Town Inglaterra | 4.ª           | 2018-19       | 20  | 2  | 4  | 1 | - | - | 0 | 0 | 24  | 1  |
| Mansfield Town Inglaterra | Total club    | Total club    | 51  | 3  | 8  | 1 | - | - | 0 | 0 | 59  | 2  |
| Total carrera | Total carrera | Total carrera | 222 | 16 | 24 | 1 | 0 | 0 | 8 | 0 | 254 | 17 |
| (1) Incluye datos de la FA Cup, Copa de la Liga y Football League Trophy. (2) Incluye datos de Liga de Campeones de la UEFA. (3) Incluye datos de Play offs English Football League. |               |               |     |    |    |   |   |   |   |   |     |    |

### Resumen estadístico
|                              | Partidos | Goles | Promedio |
| ---------------------------- | -------- | ----- | -------- |
| Premier League               | 0        | 0     | 0        |
| Football League Championship | 94       | 10    | 0,13     |
| Football League One          | 77       | 3     | 0        |
| Football League Two          | 51       | 3     | 0        |
| Copas nacionales             | 24       | 1     | 0        |
| Copas internacionales        | 1        | 0     | 0        |
| Total                        | 31       | 2     | 0,06     |